# Livistona mariae
Livistona mariae es una especie de la familia de las palmeras (Arecaceae). Es originaria de Australia.

## Descripción
Es una palmera que se encuentra sólo en Australia  en Palm Valley en el Parque Nacional Garganta Finke, Territorio del Norte. Hay más de 3.000  palmeras en Palm Valley, muchas de las cuales tienen varios cientos de años y forman un oasis entre las rocas escarpadas y quebradas. Esta región está hoy prácticamente seca con matorral xerófilo.

## Hábitat
L. humilis es resistente a la sequía y a los incendios forestales y se adapta mejor a las regiones tropicales secas donde prefiere los lugares completamente bajo el sol.

## Taxonomía
Livistona mariae fue descrita por Ferdinand von Mueller y publicado en Fragmenta Phytographiæ Australiæ 8: 283. 1874.
Etimología
Livistona: nombre genérico otorgado en honor de Patrick Murray, Barón Livingstone, quien construyó un jardín en su finca de Livingstone, al oeste de Edimburgo, Escocia, en la última parte del siglo XVII.
Sinonimia
- Saribus mariae (F.Muell.) Kuntze	[4][5]